# Adrian Quiroz
Adrián Paolo Quiroz Figueroa (Talara, 8 de junio de 1999) es un futbolista peruano. Su equipo actual es el Club Los Chankas CYC, de la Primera División del Perú.

## Trayectoria
Inició su carrera futbolística en las divisiones menores del club Cantolao. Posteriormente, continuó su formación en las divisiones menores del Club Universitario de Deportes. En 2018, Quiroz firmó su primer contrato profesional con Universitario. Su debut profesional se produjo el 26 de junio de 2019 en la Copa Bicentenario.
En 2021, Quiroz firmó con el Atlético Grau. En 2023, Quiroz se unió a Alfonso Ugarte de Puno, club que disputaba la Segunda División Peruana. En 2024, Quiroz fichó por Comerciantes FC, donde fue titular en la mayoría de los partidos, portando el dorsal 8. En 2025, Quiroz fue fichado por Los Chankas CYC, club que disputa la Primera División Peruana.